# Superchunk (album)
Superchunk è il primo album in studio dei Superchunk, pubblicato dalla Matador Records il 25 settembre 1990.
È stato registrato tra il 18 e il 19 gennaio 1990 ai Duck Kee Studios di Raleigh, Carolina del Nord.
Slack Motherfucker è stato nominato 19º miglior singolo degli anni novanta da Spin Magazine e 81º miglior brano degli anni novanta da Pitchfork.

## Tracce
1. Sick to Move – 3:14
2. My Noise – 2:25
3. Let It Go – 2:53
4. Swinging – 2:11
5. Slow – 5:08
6. Slack Motherfucker – 2:52
7. Binding – 3:03
8. Down the Hall – 2:41
9. Half a Life – 3:42
10. Not Tomorrow – 4:39